# 경구중학교 (대구)
경구중학교(慶丘中學校)는 대한민국 대구광역시 중구 남산동에 있는 사립 중학교이다.

## 학교 연혁
- 1956년 2월 3일 : 재단법인 경북공업교육재단 설립인가
- 1961년 3월 7일 : 경구중학교 설립인가, 초대 최현우 교장 취임
- 1967년 4월 15일 : 본관 5층 신축공사 준공
- 1975년 3월 2일 : 야구부 해체, 레슬링부 창설
- 2005년 2월 26일 : 강당 준공식
- 2021년 3월 1일 : 제11대 이교현 교장 취임
- 2022년 2월 11일 : 제59회 졸업식(졸업식 누계 19,186명)
- 2022년 3월 2일 : 입학식(권태성 외 78명)

## 참고 자료
- 경구중학교 - 한국교육학술정보원 학교알리미